# Љута (река у Конавлима)
Љута је река понорница у Конавлима у Дубровачко-неретванској жупанији, а припада рекама јадранског слива.
Извор реке Љуте се налази у Конавоским брдима, недалеко од истоименог насеља Љута.
Љута је једна од бројних река која извире као део Требишњице, реке понорнице која понире у Поповом пољу у дубровачком залеђу. У Конавоском пољу се спаја са речицом Конавочицом где у истом и понире.

## Историја
Уласком у оквире Дубровачке републике, у Конавлима се на реци Љутој 1427. године су постојале четири воденице. Због снабдевања великог броја помораца на њиховим трговачким бродовима, као и због потреба насталих повећањем броја становника, Република већ почетком XVI века готово је утростручила број воденица за житарице. Воденице су биле у власништву државе и даване се под одређеним условима у закуп. Након пада Дубровачке републике постају приватно власништво. У другој половини 19. века граде се воденице за млевење маслина. Повећава се и број ступа за тканине. Сто година касније, и пре технолошке застарелости, због недостатка сировина, воденице једна за другом су престале са радом.
Љута је једна од бројних река које извиру као део Требишњице, реке понорнице која понире у Поповом пољу у дубровачком залеђу. У Конавоском пољу Љута се спаја са речицом Конавочицом где и понире.